# Debbie Keller
Deborah Kim Keller (* 24. März 1975 in Winfield, Illinois) ist eine ehemalige US-amerikanische Fußballspielerin.

## Karriere

### College
Nachdem sie in der Jugend im Team der Waubonsie Valley High School gespielt hatte, führte sie dies später auf dem College bei den North Carolina Tar Heels weiter, wo sie von 1993 bis 1996 aktiv war und mehrere Meisterschaften gewann.

### Klub
Ihr erster Klub nach ihrem College-Abschluss waren dann die Rockford Dactyls in der USL W-League, wo sie in der Saison 1997 aktiv war. Für die Saison 1999 schloss sie sich in Dänemark Fortuna Hjørring an. Danach spielte sie in der Saison 2000 zum Abschluss noch einmal wieder bei den Rockford Dactyls.

### Nationalmannschaft
In der US-Nationalmannschaft hatte sie ab dem Jahr 1995 erste Einsätze. In diesem Jahr wurde sie auch direkt für den Kader der Mannschaft für die Weltmeisterschaft 1995 nominiert. Hier kam sie als Einwechselspielerin in den beiden letzten Gruppenspielen (wo sie im Spiel gegen Australien auch noch ein Tor erzielte), dem Viertelfinale als auch in dem Spiel um Platz drei jeweils zum Einsatz. Danach war sie noch bis 1998 in verschiedenen Spielen für die Mannschaft aktiv.